# Weinbau in Marokko
Der Weinbau in Marokko lässt sich bis in die Zeit der Phönizier und Römer zurückführen. Marokko ist heute das zweitgrößte Weinbauland Afrikas. Es werden jährlich bis zu 40 Millionen Flaschen Wein produziert, trotz des herrschenden Verbots des Verkaufs von Alkohol an Muslime.

## Geschichte
Die Geschichte des Weinbaus in Marokko reicht bis in die Zeit der Phönizier zurück. Diese brachten die ersten Weinreben ins Land. Anfang des 1. Jahrhunderts übernahmen die Römer die Herrschaft und bauten ihre eigenen Rebsorten an.
Im 7. Jahrhundert eroberten die Araber die Region des Weinbaus. Damit wurde der Weinbau und die Weinproduktion in Marokko zum Stillstand gebracht.
Ende des 19. und Anfang des 20. Jahrhunderts wurde der Weinbau durch die französischen Ansiedler wieder angestoßen. Die Unabhängigkeit Marokkos im Jahr 1956 und das Ende der Kolonialzeit führten jedoch dazu, dass der Weinbau zurückging. Marokko verhängte ein sofortiges Exportverbot für französische Weine. Französische Winzer, die zu diesem Zeitpunkt noch im Land ansässig waren, wurden Anfang der 1970er Jahre enteignet. Anfang der 1980er Jahre wurden die meisten Weingüter verstaatlicht und der Anbau von Tafeltrauben wurde vorgezogen.
Erst in den 1990er bis 2000er Jahren wurde der Weinbau wiederbelebt.

## Klima und Geographie
Marokko liegt im Nordwesten Afrikas. Das Land grenzt im Norden an das Mittelmeer und im Westen an den Nordatlantik.
In Regionen nahe der Küste und an den nördlichen Ausläufern des Atlasgebirges herrscht mediterranes Klima. Dabei bildet das Atlasgebirge eine Grenzlinie zwischen der Sahara und dem feuchten Klima, das im Norden Westafrikas herrscht. Die Wüstengebiete zeichnen sich durch ein heißes und trockenes Klima aus.
Reben können beispielsweise auf Lehmboden oder auf Sand wachsen. Lehmboden sorgt für eine kräftige, würzige Note, während Sandboden für einen fruchtigen und eleganten Geschmack sorgt.
Ein Problem, das im marokkanischen Weinbau immer wieder vorkommt, ist der Chergui oder Sharqi, ein im Sommer heißer, sehr trockener Wind, der aus der Sahara weht. Dieser Wind führt innerhalb kürzester Zeit zur Verdorrung der Trauben.

## Weinbauregionen
Eine der bekanntesten Regionen für den Weinbau in Marokko ist die Region Fès-Meknès. Dort entstehen hauptsächlich Rotweine die aus den Rebsorten Cinsault, Carignan, Alicante Bouschet und Grenache gewonnen werden. Die Rebsorten Carignan, Cinsault und Grenache zählen zudem zu den bedeutendsten roten Sorten Marokkos. Die begehrtesten Rotweine aus der Region Fès-Meknès sind die Weine Chantebled und Tarik. In der Nähe von Meknès befindet sich zudem das Weingut Domaine de Sahari, welches als größtes Weinguts Marokkos gilt und sich im Besitz des Staates befindet.
Des Weiteren ist die Region rund um Casablanca ein beliebtes Anbaugebiet, sowie die Küstenregion in der Nähe der Hauptstadt Rabat und das Gebiet Berkane-Oujda, welches im Nordosten von Marokko liegt. Von dort stammen vor allem Weißweine.
Der Vin Gris aus dem Ort Boulaoune, der in der Region rund um Casablanca liegt, gilt als eine marokkanische Spezialität.